# Paragnetina ledoensis
Paragnetina ledoensis is een steenvlieg uit de familie borstelsteenvliegen (Perlidae). De wetenschappelijke naam van de soort is voor het eerst geldig gepubliceerd in 1981 door Stark & Szczytko.